# Callosciurini
Callosciurini (лат.) — триба грызунов из подсемейства Callosciurinae семейства беличьих. Включает 64 современных вида в 12 родах, распространённых на территории Юго-Восточной Азии. Объединяет почти всех представителей своего подсемейства; сестринская триба Funambulini состоит только из одного рода пальмовых белок (Funambulus).

## Систематика
Нижеследующий перечень родов и видов основан на данных Американского общества маммологов (ASM Mammal Diversity Database):
- Род Прекрасные белки (Callosciurus)
  - Пятнистоухая белка (Callosciurus adamsi)
  - Кинабалуйская белка (Callosciurus baluensis)
  - Седая белка (Callosciurus caniceps)
  - Краснобрюхая белка (Callosciurus erythraeus)
  - Белка Финлайсона (Callosciurus finlaysonii)
  - Callosciurus honkhoaiensis
  - Очковая белка (Callosciurus inornatus)
  - Чернобрюхая белка (Callosciurus melanogaster)
  - Чернополосая белка (Callosciurus nigrovittatus)
  - Трёхцветная белка (Callosciurus notatus)
  - Калимантанская прекрасная белка (Callosciurus orestes)
  - Белка Файрея (Callosciurus phayrei)
  - Белка Превоста (Callosciurus prevostii)
  - Ирравадийская белка (Callosciurus pygerythrus)
  - Белка Андерсона (Callosciurus quinquestriatus)
- Род Краснощёкие белки (Dremomys)
  - Dremomys gularis
  - Оранжевобрюхая белка (Dremomys lokriah)
  - Белка Перни (Dremomys pernyi)
  - Красноспинная белка (Dremomys pyrrhomerus)
  - Краснощёкая белка (Dremomys rufigenis)
- Род Крошечные белки (Exilisciurus)
  - Филиппинская крошечная белка (Exilisciurus concinnus)
  - Крошечная белка (Exilisciurus exilis)
  - Крошечная белка Уайтхеда (Exilisciurus whiteheadi)
- Род Сулавесийские длинноносые белки (Hyosciurus)
  - Горная длинноносая белка (Hyosciurus heinrichi)
  - Равнинная длинноносая белка (Hyosciurus ileile)
- Род Малайские белки (Lariscus)
  - Малайская белка (Lariscus hosei)
  - Трёхполосая белка (Lariscus insignis)
  - Ниобийская белка (Lariscus niobe)
  - Ментавайская белка (Lariscus obscurus)
- Род Многополосые белки (Menetes)[5]
  - Белка Бердмора (Menetes berdmorei)
- Род Черноухие белки, или белки-крошки (Nannosciurus)[5]
  - Черноухая белка-крошка (Nannosciurus melanotis)
- Род Карликовые сулавесские белки (Prosciurillus)
  - Скрытная белка (Prosciurillus abstrusus)
  - Prosciurillus alstoni
  - Беловатая карликовая белка (Prosciurillus leucomus)
  - Сулавесская карликовая белка (Prosciurillus murinus)
  - Prosciurillus rosenbergii
  - Prosciurillus topapuensis
  - Карликовая белка Вебера (Prosciurillus weberi)
- Род Длинноносые белки (Rhinosciurus)[5]
  - Длинноносая белка (Rhinosciurus laticaudatus)
- Род Рубиновые белки (Rubrisciurus)[5]
  - Рубиновая белка (Rubrisciurus rubriventer)
- Род Зондские белки (Sundasciurus)
  - Sundasciurus altitudinis
  - Белка Брука (Sundasciurus brookei)
  - Даваоская белка (Sundasciurus davensis)
  - Калимантанская горная белка (Sundasciurus everetti)
  - Суматранская белка (Sundasciurus fraterculus)
  - Конехвостая белка (Sundasciurus hippurus)
  - Бусуангская белка (Sundasciurus hoogstraali)
  - Белка Джентинка (Sundasciurus jentinki)
  - Палаванская белка (Sundasciurus juvencus)
  - Белка Лови (Sundasciurus lowii)
  - Минданаоская белка (Sundasciurus mindanensis)
  - Белка Меллендорфа (Sundasciurus moellendorffi)
  - Sundasciurus natunensis
  - Филиппинская белка (Sundasciurus philippinensis)
  - Горная палаванская белка (Sundasciurus rabori)
  - Sundasciurus robinsoni
  - Самарская белка (Sundasciurus samarensis)
  - Балабакская белка (Sundasciurus steerii)
  - Sundasciurus tahan
  - Стройная белка (Sundasciurus tenuis)
- Род Тамиопсы (Tamiops)
  - Равнинная полосатая белка (Tamiops maritimus)
  - Гималайская полосатая белка (Tamiops mcclellandii)
  - Кампучийская белка (Tamiops rodolphii)
  - Юньнаньская белка (Tamiops swinhoei)